# Eugenia joenssonii
Eugenia joenssonii là một loài thực vật có hoa trong Họ Đào kim nương. Loài này được Kausel mô tả khoa học đầu tiên năm 1971.